# Marshall McLuhan
Herbert Marshall McLuhan (Edmonton, 1911. július 21. – Toronto, 1980. december 31.) kanadai tudós, filozófus, irodalomtanár és irodalomkritikus, rétor és kommunikáció-teoretikus. Munkássága a médiaelmélet egyik sarokköve, melyet a reklám- és médiaipar a gyakorlatban is alkalmaz.
Nevéhez fűződik „a médium maga az üzenet” („the medium is the message”) szlogen és a „globális falu” („the global village”) fogalom bevezetése, a hozzájuk tartozó elméletek kidolgozása. A globális falu fogalommal 30 évvel előre megjósolta a World Wide Web létrejöttét.
Annak ellenére, hogy az 1960-as évek médiadiskurzusának alappillére volt, hatása az élete végén elhalványodott, az akadémiai körök ellentmondásos figurája maradt. Az internet korában azonban újra felerősödött az érdeklődés munkássága és nézetei iránt.

## Életpályája
Edmontonban született, Elsie Naomi és Herbeert Ernest McLuhan első gyermekeként, testvére Maurice 2 évvel később jött a világra. A Marshall-név anyai nagyanyjának vezetékneve volt, eredeti neve Herbert McLuhan. Édesanyja baptista iskolai tanárból lett színésznő, édesapja metodista vallású, az ingatlaniparban dolgozott, akit behívtak katonának, miután kitört az első világháború és tönkrement az üzlet. 1915-ben Winnipegbe (Manitoba) költözött a család, miután apja betegség miatt leszerelt. Marshall itt nőtt fel és tanult a Kelvin Mechanical iskolában, majd 1928-tól a Manitoba Egyetem mérnöki karán.
1933-ban BA végzettséget szerzett, aranyérmes kitüntetéssel a művészet és tudomány kategóriában, majd 1934-ben teljesítette az MA fokozatot angol irodalom és nyelvészet szakon a Manitoba Egyetemen. Régi vágyának eleget téve posztgraduális tanulmányait Angliában, a Cambridge Egyetemen folytatta, miután az Oxford Egyetem Rhodes ösztöndíját nem nyerte el. Doktori tanulmányait megelőzően, bár BA-val és MA-val is rendelkezett, a cambridge-i előírásoknak megfelelően egy év alatt … 1934-től a Trinity Hall tagja I. A. Richards és F. R. Leavis tanítványaként, és erős hatással volt rá a új kriticizmus. Tanárainak az "észlelés képzése" és az "előrecsatolás" fogalmai meghatározták később munkájának alapját, és előfutárai voltak az elsősorban technológiai jellegű elképzeléseinek. Filozófiáját nagyban gazdagították a megismert írói életművek (például Chesterton, Maritain és Gilson), Poe-tól a cselekvő ember eszméjét, Joyce-tól a nyelv és a technika társadalmi hatásának hangsúlyozását, Wyndham Lewistól a népi kultúra szeretetét, Flaubert-től "a stílus mint a percepció alapformája" gondolatát kölcsönözte. Emellett szimbolista képeket és fordulatokat vett át Rimbaud, Baudelaire, Mallarmé és T. S. Eliot költészetéből. 1936-ban BA-t szerzett, majd visszatért Angliából Amerikába, s tanársegédként dolgozott a Wisconsin-Madison Egyetemen az 1936-37-es tanévtől, mivel Kanadában nem talált megfelelő állást.
A Trivium tanulmányai mellett, a római katolikus vallás iránt kezdett érdeklődni, G. K. Chesterton írásai hatására. Fel is vette a római katolikus vallást, bár szülei rosszallták ezt. 1937-1944-ig a Saint Louis Egyetemen oktatott, egy rövid cambridge-i tartózkodáson kívül, 1939-1940 között. St. Louis-ban ismerkedett meg Walter J. Onggal, s PhD-disszertációjának témavezetője lett. Ong később szintén ismertté vált kommunikáció és technológiai tárgyú írásai által.
Leendő nejével ugyancsak Saint Louis-ban ismerkedett meg, s 1939. augusztus 4-én vette feleségül a Fort Worth-i (Texas) születésű tanárnőt és tehetséges színésznőt, Corinne Lewist (1912-2008). Feleségével az 1939 és 1940 közötti időszakot Cambridge-ben töltötte, ahol 1940 januárjában diplomát is szerzett, és elkezdett dolgozni a Thomas Nashe-ről és a verbális művészetről szóló doktori disszertációján. Amíg a házaspár Angliában tartózkodott, a kontinensen kitört a világháború, ezért McLuhan engedélyt kapott, hogy az Egyesült Államokban fejezze be, és írásban adja be disszertációját, anélkül, hogy Cambridge-be kellene utaznia a szóbeli védéshez.
1940-ben feleségével visszatért a Saint Louis-i Egyetemre, ahol folytatta oktatói munkáját, és családot alapítottak. 1943 decemberében megkapta PhD-fokozatát. Miután visszatért Kanadába, 1944-1946 között az Assumption College Egyetemen tanított Windsorban (Ontario). 1946-ban Torontóba költözött, ahol a University of Toronto egyik katolikus főiskoláján, a St. Michael's College-ban kezdett dolgozni. Egyik neves tanítványa Hugh Kenner volt, a kanadai közgazdász és kommunikációs tudós, Harold Innis pedig egyetemi kollégájaként gyakorolt nagy hatást McLuhanre.
Az 1950-es évek elejétől kezdve a University of Toronto-n kulturális és kommunikációs szemináriumokat tartott, melyeket a Ford Alapítvány finanszírozott. Ahogy nőtt hírneve, egyre több felkérést kapott más egyetemektől, ezért annak érdekében, hogy megtartsák a tanári karban, 1963-ban az egyetem létrehozta a Kultúra és Technológia Központját. Ebben az időszakban tette közzé első jelentős publikációját, A mechanikus menyasszonyt (1951), amely a reklámok társadalmi és kulturális hatását vizsgálta.
Edmund Carpenterrel közösen egy színvonalas néprajzi-irodalmi folyóiratot is működtetett Explorations néven az ötvenes években. McLuhan és Carpenter alkották a torontói kommunikációelmélet iskoláját Harold Innis, Eric A. Havelock és Northrop Frye mellett. McLuhan a University of Torontónál dolgozott egészen 1979-ig, az időszak nagy részében a Kultúra és Technológia Központja fejeként.
1967-1968 között egy évre kinevezték a Bronx-i (New York) Fordham Egyetem Albert Schweitzer Bölcsészettudományi Kar tanszékvezetőjének. Amíg a Fordham-on tanított, McLuhannek jóindulatú agydaganata lett, amelyet sikeresen kezelni tudtak. Ezután visszatért Torontóba, ahol az élete hátralevő részében a University of Toronto-n dolgozott. A Wychwood Park-ban élt – egy falusi jellegű városrészben egy domboldalon, kilátással a belvárosra -, ahol Anatol Rapoport volt a szomszédja. 1970-ben McLuhan az Order of Canada tagja lett. A University of Dallas 1975-ben április és május között vendégoktatóként alkalmazta.
Marshallnak és nejének hat gyermeke született: Eric, az iker Mary és Teresa, Stephanie, Elizabeth és Michael. Családjának számossága miatt nagyvállalatoknál, mint pl az IBM és az AT&T végzett tanácsadói és reklámügynökségi munkát. 1979 szeptemberében szélütés érte, melynek hatására megsérült a beszédközpontja. Ezután a University of Toronto's School of Graduate Studies megpróbálta bezárni a kutatói központját, de ez végül az erős ellenállás miatt nem történt meg ez.
1980. december 31-én hunyt el.

## Főbb elméletei

### Gutenberg-galaxis
A Gutenberg-galaxis kifejezés az emberi kultúrtörténetnek arra a szakaszára utal, amelyben a könyv mint ismeretközlő közeg kiemelkedő szerephez jutott (XV. század).
A könyvnyomtatás, a könyv elterjedése, később az általánossá váló írás-olvasás oktatás tette lehetővé azt, hogy – elvileg – minden ember hozzájusson a tudáshoz, a tudomány, a művészet alkotásaihoz és eredményeihez, a hírekhez, egyáltalán mindenhez, ami szavakba, szövegekbe foglalható. A Gutenberg-galaxis kifejezés akkor jelent meg a gondolkodásban, amikor felmerült annak belátható vége. Először a televízió, majd a számítástechnika, az internet terjedése keltette fel az aggodalmat, hogy a nyomtatott szóra előbb-utóbb nem lesz szükség.

### A globális falu
McLuhan fogalma elektronikus kommunikációs technológiák fejlődésével a világ oly mértékben vált összekötötté vagy "kicsivé", mint egy falu, amelyben az emberek gyorsan kommunikálnak és minden eseményről szinte azonnal értesülnek.
A globális falu kifejezést A Gutenberg-galaxis c. könyvében használja először:
Az azonban bizonyos, hogy az elektromagnetikus felfedezések újra létrehozták minden emberi viszonylatban az egyidejűség "mezőjét", úgy, hogy a mai emberiség családja most a "globális falu" állapotában él. Az egyetlen korlátozott térben élünk, amelyben a törzsek dobjai visszhangzanak.

## Főbb művei

### A mechanikus menyasszony (1951)
Pályafutását akadémiai cikkek publikálásával kezdte, de az 1940-es évek közepén a populáris kultúra iránt kezdett érdeklődni. Megírta a "The Psychopathology of Time and Life" című cikkét, majd 1951-ben publikálta A Mechanikus menyasszony című könyvét. A könyv révén elnyerte a Ford Alapítvány elnökségi tisztjét.
A Mechanikus menyasszonyban McLuhan kísérletet tett arra, hogy elmélyüljön a médiában megjelenő hirdetésekben annak érdekében, hogy megértse azok emberre gyakorolt hatását.

### A Gutenberg-galaxis: A tipográfiai ember létrejötte (1962)[6]
1962-ben megjelent könyvében McLuhan sokat idézi Walter J. Ong Ramus, Method, and the Decay of Dialogue (1958) c. könyvét, amely munka bizonyosan inspirálta McLuhant A Gutenberg-galaxis megírására. Megjelenése után Ong kedvező recenziót írt McLuhan könyvéről, bár később ezt a dicséretét kissé tompította: "élvezetes áttekintő munka, tudományos szempontból kissé középszerű, de kifejezetten értékes benne az, ahogyan a kultúrában és a pszichológiában létrejövő változások ívét és mélységét tárgyalja, ami azzal járt hogy az írástudatlanságból a nyomtatás alapú kultúrába lépünk, majd azon túl." McLuhan maga azt nyilatkozta könyvéről: "Nem várok semmilyen elismerést A Gutenberg-galaxis megírásáért. Szerintem ez egy olyan könyv amit már századokkal korábban meg kellett volna írnia valakinek. Bárcsak más valaki megírta volna már. Mindenesetre jó előjáték az Understanding Media c. írásomhoz, amin dolgozom." [forrás?]
Könyvében McLuhan összefoglalja, hogy a fonetikus ábécé elsajátítása miként vezethetett a nyomtatás feltalálásához. "Hogy az mozgatható betűkkel történő nyomtatás olyan esemény volt, amely közeli kapcsolatban állt a fonetikus ábécé korábbi technikájával, ez ténykérdés; ez a fő oka annak, hogy tanulmányozzuk a Gutenberg előtti évszázadokat. A fonetikus írás volt a legszükségesebb előzmény."
Az írás-olvasás használatában az emberiség a kéziratos kultúrára jellemző hallási-tapintási érzékeléstől (ennek magyarázatára: a kéziratokat másoló szerzetesek a hangosan felmodott, tehát audiális szöveget fordították betűkre) a tipografikus szöveg hatására elmozdult a vizuális értelmezés felé, és végső soron nézni is külön meg kell tanulni.

#### A mozgatható betű
A könyvnyomtatás a közös beszélgetés dialógusát, úgy, ahogy volt, csomagolt információvá, egy hordozható áruvá alakította át. (...) A könyv egységessége és reprodukálhatósága nem csupán a modern piacot hozta létre, hanem az írásbeliségtől és ipartól elválaszthatatlan árrendszert is.
McLuhan szerint az egyforma és mozgatható betű (amely a könyvnyomtatás gutenbergi technológiájának szülötte) homogenitása és alkalmazása vezet az alkalmazott tudományok kialakulásához.
A tapasztalatok homogén feldolgozására irányuló technológia nélkül egy társadalom nem juthat előbbre a természeti erők irányításában, de még az emberi erőforrások megszervezésében sem. (...) Törvények szerinti világunkban a szavakat gondosan homogén entitásokká redukálták, így váltak használhatókká. Ha bármilyen kecsességet vagy életteliséget engednénk nekik – ami természetes módon sajátjuk – nem tehetnének eleget gyakorlati, alkalmazott rendeltetésüknek.
McLuhan arra is rávilágít könyvében, hogy a nyomtatott kultúra és a tipográfia létrejötte közvetve tette lehetővé a nemzetállamok létrejöttét:
Amit Curtis oly ragyogóan meglátott az alkalmazott szaknyelv természetében, az a társadalom egészét érinti, civileket és katonákat egyaránt. Ha nem az uniformizálás útján hajtják végre, teljességgel lehetetlen lett volna a feladatok és kötelezettségek átruházását megvalósítani, és így nem lehetett volna olyan központosított nemzeti csoportokat létrehozni, mint amilyenek a nyomtatást követően jelentek meg.
McLuhan a nyomtatott, azaz homogén tipografikus szövegben találja az "egységes nézőpont" megszületésének lehetőségét, amely végső soron elvezet az individualizmus kialakulásához. [forrás?]

### Understanding Media: The Extensions of Man (1964)
A tömegmédiumok megértése: Az ember kiterjesztése McLuhan legismertebb műve, amelyben több kulcsfogalmat is bevezet, mint például média, "a médium maga az üzenet", "globális falu", "hideg" és "forró" média. A sokat idézett állítás ("a médium maga az üzenet") összegzi McLuhan alaptételét, miszerint a hordozót, a médiát kell tanulmányozni, ami saját tulajdonságaival befolyásolja a társadalmat, és nem az általa hordozott tartalommal. Az állítást a villanykörte példájával világítja meg: a villanykörtének nincs olyan értelemben tartalma, mint például az újságban az újságcikkek vagy a televízióban a TV-programoknak, mégis világos és nagy hatású közösségi hatása van. Olyan tartalom nélküli médium, ami puszta létével teremt helyzetet az embereknek: sötétség helyett világos környezetet. 
Minden médium a maga karakterisztikája szerint különböző módokon készteti részvételre befogadóját.
Az Understanding Media című könyve bevezetőjében ezt írja: “Napjainkban, a több mint egy évszázados elektronikus technológia korában, globálisan kiterjesztettük a központi idegrendszerünket, eltörölve a bolygónkat érintő teret és időt.”

#### "Hot" and "cool" media*
Forró média és hideg média: ezzel a két kifejezéssel a befogadók médiafogyasztásában való részvételi fokozatát és az adott médium által közölt információk mennyiségét írta le. Van olyan médium (pl. a mozifilm), mely csak egy érzéket mozgat meg (a látást), s bár nagy mennyiségű adattömeget zúdít a "fogyasztóra", a nézőnek nem kell sok erőfeszítést tennie az információ összegyűjtéséhez. A nyomtatott könyv, a rádió vagy a fénykép szintén csak egyetlen érzékszervet mozgósít, ezért forró médium. Ezzel szemben a televízió hideg médium, mert többirányú, sokkal nagyobb erőfeszítést kíván az értelmezéshez a nézőtől, akárcsak a képregény, a beszéd vagy a telefon. Minden forró médium alacsonyabb fokú befogadói részvételt jelent, míg minden hideg médium magasabb bevonódást, tudatosabb részvételt az információ- és tudásbefogadás folyamatában.
"A forró médium kisebb részvételt enged meg, ahogy egy előadás is kevesebb részvételt egy szemináriumnál, és egy könyv is kevesebbet egy élőszavas párbeszédnél." (Understanding Media, 25. p.)
A "cool media" kifejezést a jazz- és popzene világából vette át McLuhan.

### The Medium is the Massage: An Inventory of Effects (1967)

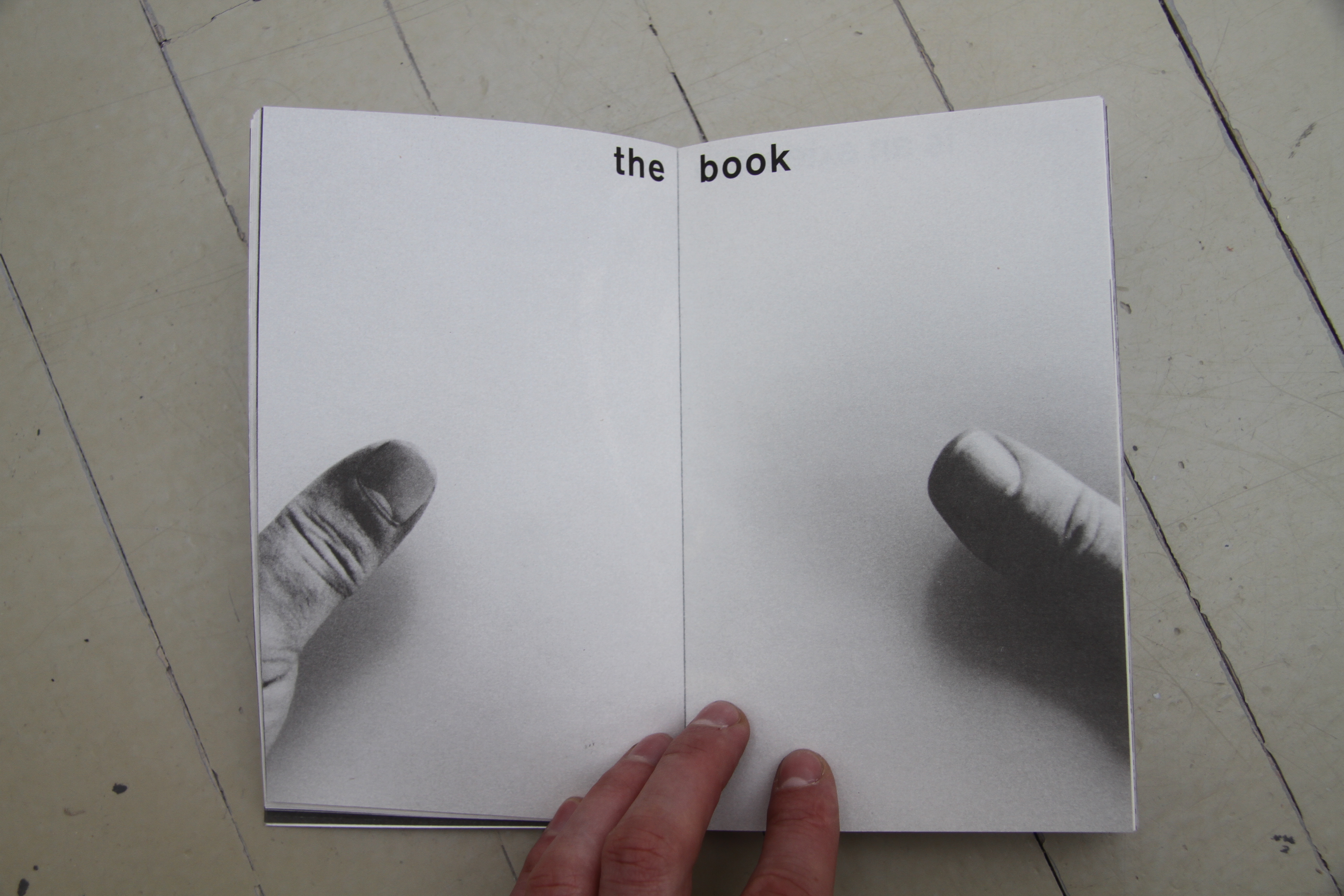
Oldalpár a "The Medium is the Massage" című könyvből

A könyv 1967-ben jelent meg, és azóta McLuhan egyik legnépszerűbb művévé vált, olyannyira, hogy egy hangjátékot is készítettek belőle. A könyv illusztrátora a híres grafikus Quentin Fiore volt. A cím McLuhan egy korábbi tanulmányára, a "The medium is the message"-re utal egy szójáték formájában (message/massage). A massage ('masszázs') szó azt hivatott kifejezni, hogy minden médium alapvetően átformálja az emberi érzékelést. Az alcím tükrében a könyv a médiumok által gyakorolt hatások leltárát taglalja.
A könyvben a képeknek legalább akkora a szerepük, mint a szövegnek; rejtvényszerűek, de az írott mondatok segítségével értelmük megfejthető. Az olvasó az elemzés különböző szintjei között mozog, ahogy a képek és a szövegek váltakoznak. Mint minden más művében a szépirodalomra való utalások itt is fontos szerepet játszanak.
McLuhan a technológiai determinizmus alapján azt állítja, hogy minden médium az emberi érzékelés kiterjesztése, ezért a médiumok, ahogy változnak, időről időre alapvetően átformálják az emberi kultúrát.
"a könyv a szem kiterjesztése… a ruha az emberi bőr kiterjesztése... az elektromos áramkör a központi idegrendszer kiterjesztése"

## Kulcsfogalmak

### Tetrád
A halála után fia, Eric által megjelentett Laws of Media (1988) című könyvében McLuhan a médiumokról való gondolatait egy a médiumok hatásait összesűrítő tetrádba szedte. A tetrád egy eszköz bármilyen technológia (vagyis médium) társadalomra való hatásának vizsgálatára a hatások négy kategóriába való osztásával és párhuzamos szemléltetésével. McLuhan a tetrádot tanítóeszköznek tervezte, mely törvényeit mint kérdéseket fogalmazza meg, és bármelyik médiumra alkalmazható:
- Mit emel ki a médium?
- Mit sikkaszt el a médium?
- Mit nyer vissza a médium, amit korábban el volt sikkasztva?
- Mivé változik a médium, ha a végletekig fokozzuk?

A tetrád törvényei párhuzamosan léteznek, nem következetesen vagy időrendi sorrendben, és felfedezhetővé teszik a médiumok "nyelvének" nyelvtanát és mondattanát. McLuhan eltér mentorától, Harold Innistől abban, hogy a médium "túlmelegszik", vagy ellentétébe fordul, ha a végletekig fokozzuk.
Vizuálisan a tetrád öt darab X-et formázó négyzetként képzelhető el, a középsőben a médium nevével. A baloldali két négyzet a Felnagyítás és Visszanyerés a "figura" kvalitásai a médiumnak. A jobboldali négyzetek a Sikkasztás és Visszafordítás a médium "háttér" tulajdonságai.
A rádió példájával:
- Felnagyítás (figura): Mi az ami hangsúlyos, intenzív az adott médiumban. A rádió híreket és zenét közvetít hanggal.
- Sikkasztás (háttér): Amit a médium nem helyez előtérbe. A rádió csökkenti a nyomtatás és vizualitás szerepét.
- Visszanyerés (figura): Mit szerez vissza a médium, ami korábban elveszett volt. A rádió újra fontossá teszi a beszédet.
- Visszafordítás (háttér): Mit tesz a médium végletekig fokozva. Az akusztikus rádióból audio-vizuális TV lesz.

### Figura és háttér
McLuhan a pszichológia gestalt irányzatából vett át fogalmakat (figura és háttér), melyekkel a "médium az üzenet" elvét támasztja alá. Ezzel magyarázza, hogy a kommunikáció formája, a figura vagy médium hogyan működik a kontextusában, háttérben.
McLuhan úgy vélte, hogy egy új technológia hatásának megértéséhez szükséges a figura (médium) és háttér (kontextus) közös vizsgálata, hiszen egyik sem hordoz önmagában értelmet. Azt hangoztatta, hogy a médiumokat saját történelmi kontextusukban kell tanulmányoznunk, különösen a megelőző technológiákkal kapcsolatban. A jelen környezet, mely a múlt technológiáinak hatásaiból van felépítve, ad teret az új technológiák felemelkedésének, melyek cserébe tovább befolyásolják a társadalmat és az egyéneket.
Minden technológiába beletartozik saját értelmezésük az időről és térről. Az üzenetet, amit a médium továbbít, csak úgy érthetjük meg, ha a médiumot, és a környezetet, amiben a médium használva van – és amire ezáltal visszahat és kreálja is – együtt elemezzük.

## Öröksége
Élete során, és azután is, McLuhan erősen befolyásolt kritikusokat, gondolkodókat és médiaszakértőket mint Neil Postman, Jean Baudrillard Timothy Leary, Terence McKenna, William Irwin Thompson, Paul Levinson, Douglas Rushkoff, Jaron Lanier, Hugh Kenner, és John David Ebert, valamint politikai vezetőket, például Pierre Elliott Trudeau-t és Jerry Brownt. 1991-ben kinevezték a Wired Magazine "védőszentjének", és indulása után 10 évig a címfejen egy tőle származó idézettel jelent meg. Andy Warhol McLuhant írta körül a már híres 15 perc hírnév idézetével. A Brian O'Blivion nevű "médiajós" karakter David Cronenberg 1983-as Videodrome című filmjében McLuhanről lett mintázva. Ezentúl név szerint meg van említve a Genesis "Broadway Melody of 1974" című dalában. Az eredeti szöveg: "Marshall McLuhan, casual viewin' head buried in the sand".
A Maffiózók című sorozat "Háziőrizet" című részében is utalnak rá. 1980-ban bekövetkezett halála ellenére valaki McLuhan nevében írt a Wired levelezőlistájára 1996-ban. Ezáltal az egyén által nyújtott információk olyan meggyőzőek voltak, hogy a Wired egyik írója úgy nyilatkozott "ha az illető nem maga McLuhan, akkor egy kísértetiesen McLuhan életével és utánozhatatlan látásmódjával programozott robot".
McLuhan halála után kevesebb, mint egy évvel, 1981-ben lánya, Mary McLuhan megalapította a Marshall McLuhan Center on Global Communicationst, ami nonprofit szervezetként a tudás közvetítése révén Marshall McLuhan munkásságának és örökségének állít emléket. A központ alapította az időszakosan odaítélt Kiváló Oktatók Díját.
Szintén nem sokkal halála után alakult meg a McLuhan Program in Culture and Technology, mely a University of Toronto-n működő McLuhan's Centre for Culture and Technology helyét örökölte meg. 1994-től a University of Toronto Faculty of Information-nek a része.
A torontói Marshall McLuhan Catholic Secondary School róla kapta a nevét.

## Kulturális vonatkozások

### Wired magazin
A Wired magazin kinevezte "védőszentjének" Marshall McLuhant, ugyanis a szerkesztőség eredeti állásfoglalását McLuhan gondolatai inspirálták.

### Annie Hall
Woody Allen Oscar-díjas filmjében, az Annie Hallban való felbukkanása és az ott elhangzott "Maga tényleg nem ismeri a műveimet" meglehetősen ismert és sokat idézet mondat tőle, és a jelenet iróniája utal az írásaival szembenállókról való véleményére.

### McLuhan's Wake
Kevin McMahon kanadai rendező 2002-ben dokumentumfilmet forgatott McLuhan életéről és filozófiájáról.

## Művei

### Magyarul
- Vége a Gutenberg-galaxisnak? Vál., szerk., bev.: Halász László. Gondolat Könyvkiadó, Budapest, 1985 (Pro és kontra), ISBN 963-281-509-2
- A Gutenberg-galaxis. A tipográfiai ember létrejötte; ford. Kristó Nagy István, utószó Benczik Vilmos; Trezor, Budapest, 2001
- Televízió: a félénk óriás, In. Média, nyilvánosság, közvélemény : szöveggyűjtemény / szerk. Angelusz Róbert, Tardos Róbert, Terestyéni Tamás. – Budapest : Gondolat, 2007. – p. 866-886., ISBN 978-963-9610-93-4
- A mozi : a film méterszámra gyártott "valósága" , In. Kultúra- és kommunikációelméleti szöveggyűjtemény : művelődésszervezőknek, kulturális menedzsereknek / összeáll. Utry Attila. – Baja : EJF K., cop. 2007. – p. 90-98., ISBN 978-963-7290-45-9
- Marshall McLuhan–Quentin Fiore: Médiamasszázs. Egy rakás hatás; ford.: Kiss Barnabás; Typotex, Budapest, 2012, ISBN 978-963-2797-42-7

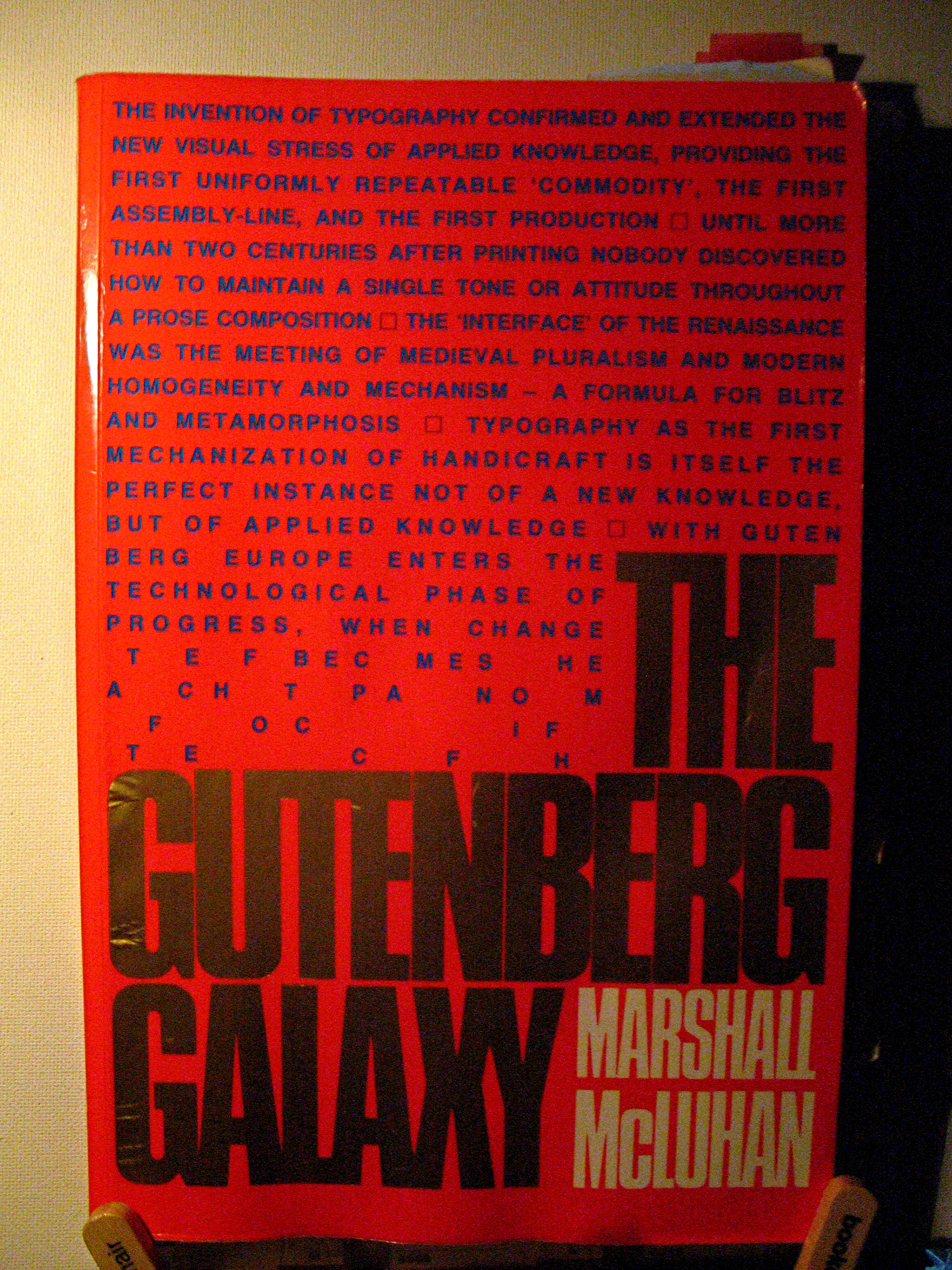
A The Gutenberg Galaxy: The Making of Typographic Man könyv

### Eredeti nyelven
- The Mechanical Bride: Folklore of Industrial Man (1951) első kiadás: The Vanguard Press, NY; újrakiadva: Gingko Press, 2002 ISBN 1-58423-050-9
- The Gutenberg Galaxy: The Making of Typographic Man (1962) első kiadás: University of Toronto Press; újrakiadva: Routledge & Kegan Paul ISBN 0-7100-1818-5
- Understanding Media: The Extensions of Man (1964) első kiadás: McGraw Hill, NY; újrakiadva: MIT Press, 1994, with bevezető: Lewis H. Lapham; újrakiadva: Gingko Press, 2003 ISBN 1-58423-073-8
- The Medium is the Massage: An Inventory of Effects (1967) Quentin Fiore-ral, létrehozta: Jerome Agel; első kiadás: Random House; újrakiadva: Gingko Press, 2001 ISBN 1-58423-070-3
- War and Peace in the Global Village (1968) design/layout: Quentin Fiore, létrehozta: Jerome Agel; első kiadás: Bantam, NY; újrakiadva: Gingko Press, 2001 ISBN 1-58423-074-6.
- Through the vanishing point : space in poetry and painting (1968) Harper & Row Publishers; NY
- Counterblast (1969) Harcourt, Brace & World, NY;
- From Cliché to Archetype (1970) Wilfred Watsonnal; Viking, NY ISBN 0-67033-093-0
- Culture is our business (1970) McGraw-Hill Book; NY

### Marshall McLuhan munkásságával foglalkozó egyéb művek

#### Biográfia[20]
- Marshall McLuhan: The Medium and the Messenger By Philip Marchand, Revised with a new foreword by Neil Postman, Canada: Random House (Vintage), United States: MIT Press (1989).
- Marshall McLuhan: Escape into Understanding By W. Terrence Gordon, MIT Press (1997), Gingko Press edition (2003).
- Marshall McLuhan: Wise Guy By Judith Fitzgerald, XYZ Publishing (2001).
- Extraordinary Canadians: Marshall McLuhan By Douglas Coupland, Viking Canada (2010)

#### Magyar könyvismertetők, elemzések
- Bodor András: A McLuhan-izmus – az amerikai pop filozófia és történelem. In: Korunk, 1968, 3. sz. 443-450.
- Az ember – és üzenete. In: Jel-Kép, 1989, 2. sz. 173-183. p. [Marshall McLuhanről készülő film forgatókönyve]
- Varga Barbara: A kultiváció mint üzenet. A kommunikáció kultúratermelő hatalma McLuhan és Gerbner műveiben. In: Jel-kép, 1998, 2. sz. 83-96. p.
- Varga Barbara: Innis hatásának problémája McLuhan médiaelméletében. In: Jel-kép, 2000, 2. sz. 73-96. p.
- Adamikné Jászó Anna: A Gutenberg-galaxis (McLuhan könyvének magyar kiadásáról). In: Könyv és nevelés, 2001, 4. sz. 20-21. p.
- Marshall McLuhan: A Gutenberg-galaxis. Könyvtári.levelezőlap, 2001, 11. sz. 35-36. p.
- A. Jászó Anna: Marshall McLuhan: A Gutenberg-galaxis. In: Mentor, 2001, 10. sz. 21. p.
- Buschauer, R.: Marshall McLuhan aforisztikus médiaelméletéről. In: Valóság, 2002, 8. sz. 125-127. p.
- Koltay Tibor: McLuhan nézetei és az internet világa. (LEVINSON, P.: Digital McLuhan. A guide to the information on millennium). In: Könyvtári Figyelő, 2003, 4. sz. 843-847. p.
- Marshall McLuhan: Médiamasszázs. Egy rakás hatás. Typotex Kiadó, 2012, ISBN 978-963-2797-42-7